# 중앙도서관 (광양시)
광양시립 중앙도서관은 전라남도 광양시 광양읍 소재의 시립 도서관이다.

## 연혁
- 1992년 2월 28일 광양군립도서관 개관.
- 1995년 1월 1일 광양시립도서관으로 개칭.
- 1995년 7월 19일 이동도서관 운영 시작.
- 2003년 5월 1일 디지털자료실 개실.
- 2005년 10월 26일 별관 개관.
- 2006년 11월 8일 중앙도서관, 중마도서관 분리.
- 2011년 7월 12일 다문화자료실 개실.
- 2012년 12월 31일 시군 우수도서관 평가 / 전라남도지사 - 우수상 수상.
- 2014년 2월 6일 도서관지원팀 신설.

## 시설현황
본관
- 3층: 회의실, 문화교실1·2, 시청각실, 이동서고
- 2층: 전산실, 정리실, 열람실1·2, 사무실, 세계자료실
- 1층: 보전서고, 보존서고, 북카페, 다목적실, 휴게실

별관
- 3층: 신문·정보열람대, 일반열람실
- 2층: 문학자료실, 멀티자료실
- 1층: 어린이실, DVD상영방, 유아방, 영어동화방

## 이용 안내
이용 시간
- 자료실: 평일 09:00~18:00 / 토·일요일 09:00~17:00
- 열람실: 매일 08:00~22:00

휴관일
- 일요일을 제외한 법정 공휴일(단, 일요일이 공휴일과 겹치면 휴관)
- 매월 둘째 금요일(정기 청소)
- 기타 관장이 특별한 사유로 지정한 임시 휴관일